# Peter Andrejevič Kikin
Peter Andrejevič Kikin (rusko Пётр Андреевич Кикин), ruski častnik, * 1775, † 1834.
Bil je eden izmed pomembnejših častnikov, ki so se borili med Napoleonovo invazijo na Rusijo; posledično je bil njegov portret dodan v Vojaško galerijo Zimskega dvorca.
Leta 1812 je tako bil poveljnik 1. zahodne armade; torej na položaju, ki je bil dodeljen samo generalom.

## Življenje
Že v zgodnjem otroštvu je bil vpisan med gardiste, tako da je že pri 10 letih dosegel čin vodnika. Šolanje je prejel v pripravljalni šoli za moskovsko univerzo. Sodeloval je v rusko-turški vojni. 
Leta 1812 je bil povišan v polkovnika ter postal vršilec dolžnosti poveljnika 1. zahodne armade; v letih 1813-14 je poveljeval brigadi. 